# Vielblütige Hainsimse
Die Vielblütige Hainsimse (Luzula multiflora) ist eine Pflanzenart aus der Gattung der Hainsimsen (Luzula) innerhalb der Familie der Binsengewächse (Juncaceae).

## Beschreibung

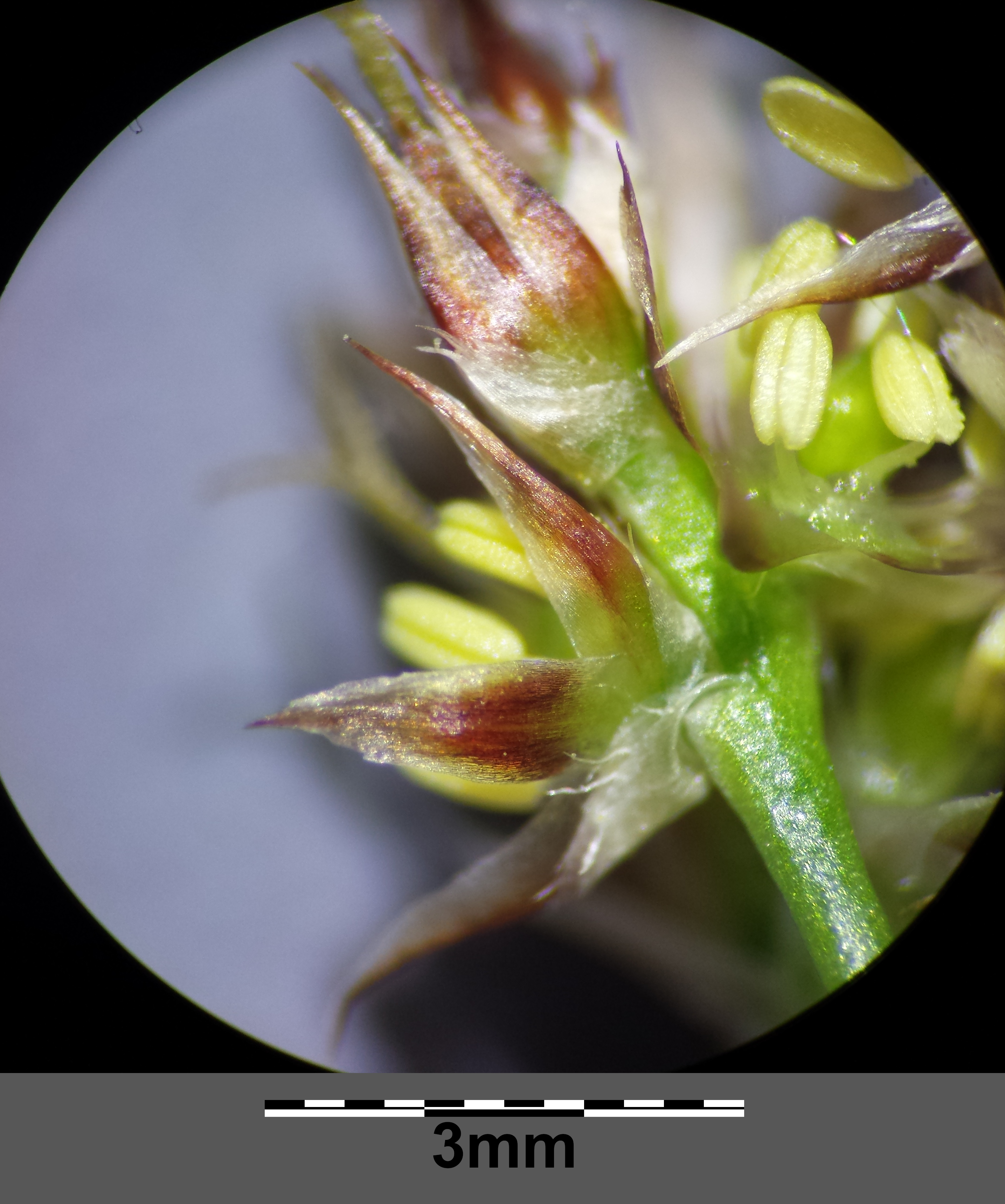
Blüten

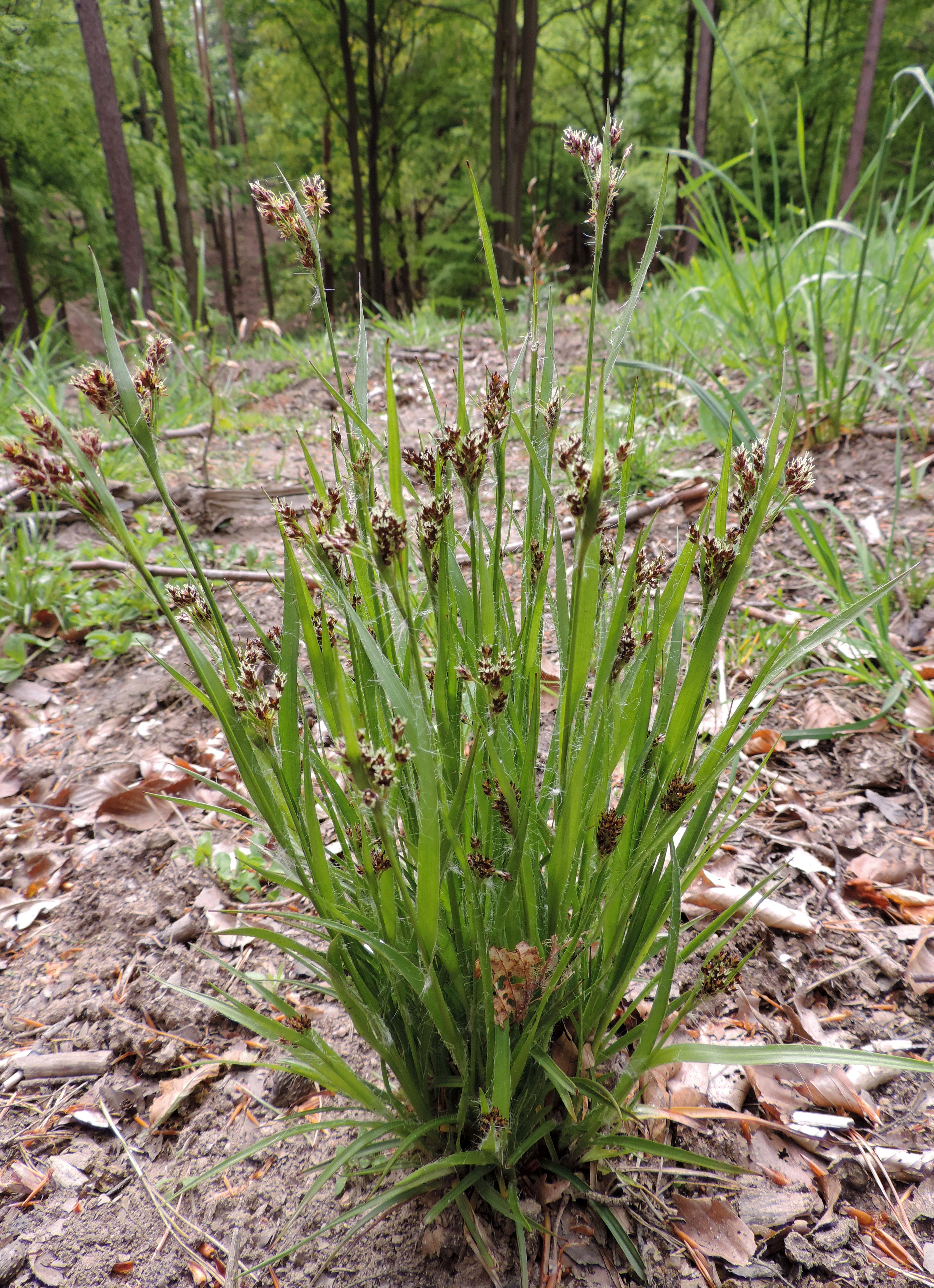
Habitus, Laubblätter und Blütenstände

### Vegetative Merkmale
Die Vielblütige Hainsimse ist eine ausdauernde krautige Pflanze und erreicht Wuchshöhen von 15 bis 40, selten bis zu 55 Zentimetern. Sie bildet keine Ausläufer und wächst in dichten Rasen bis Horsten. Die grundständigen Blätter sind auf die bleichen oder rötlichen Blattscheiden reduziert. Die Stängelblätter haben enge, an der Öffnung pinselartig behaarte Blattscheiden. Die Blattspreiten der Stängelblätter sind 2 bis 4 Millimeter, an den unteren Blättern bis 6 Millimeter breit. Sie sind am Rand spärlich behaart und verkahlt fast vollständig.

### Generative Merkmale
Die Blütezeit reicht von Juni bis August. Der aufrechte Blütenstand ist aus 4 bis 17 deutlich gestielten und höchstens einem sitzenden Ährchen zusammengesetzt. Die Äste des Blütenstands sind starr, aufrecht oder die seitlichen etwas abstehend; sie sind zum Teil über 3 Zentimeter lang. Das unterste Tragblatt des Blütenstands ist laubblattartig und kürzer oder etwas länger als der Blütenstand. Die Ährchen sind kugelig, eiförmig oder verlängert und enthalten 6 bis 16, selten bis zu 18 Blüten. Die Blütenhüllblätter sind blass gelblich-braun, im Alter dann fast immer braun gefärbt. Die äußeren Blütenhüllblätter sind 2 bis 3 Millimeter lang und weisen einen schmalen oder breiten Hautrand auf. Mindestens die inneren Blütenhüllblätter haben eine kurze Spitze. Die Staubblätter sind etwa 2 Millimeter lang und kürzer als die Blütenhülle. Die Staubbeutel sind etwa so lang wie die Staubfäden.  Der Griffel ist nicht länger als 1 Millimeter und endet in etwa 2 Millimeter langen Narben, die aber rasch abfallen.
Die Samen sind (mit Anhängsel) 1,6 bis 1,9 Millimeter lang und haben ein etwa 0,5 Millimeter langes Anhängsel.
Die Chromosomenzahl beträgt 2n = 24, seltener 12, 14, 28, 36.

## Ökologie
Die langlebigen Samen werden von Ameisen ausgebreitet.

## Vorkommen
Ihr Verbreitungsgebiet ist circumpolar auf Nord- und Südhalbkugel. In Europa kommt die Vielblütige Hainsimse in fast allen Ländern vor und fehlt nur in Moldau. Die Vielblütige Hainsimse ist in ganz Deutschland verbreitet.
Die Vielblütige Haimsimse besiedelt zumeist wechselfrische bis feuchte Sand- und Silikatmagerrasen. Sie besitzt ihr Hauptvorkommen in der Pflanzenformation der Zwergstrauchheiden und Borstgrasrasen und ein Nebenvorkommen in lichten, sauren Laub- und Nadelwälder mit nährstoffarmen Böden. Sie ist zudem in Heiden, auf extensiv genutzten Feuchtwiesen und in Niedermooren zu finden. Pflanzensoziologisch lässt sie sich am ehesten der Ordnung Atropetalia, der Ordnung Caricetalia fuscae und der Klasse Molinio-Arrhenatheretea zuordnen.
Die ökologischen Zeigerwerte nach Landolt et al. 2010 sind in der Schweiz: Feuchtezahl F = 2+w+ (frisch aber stark wechselnd), Lichtzahl L = 3 (halbschattig), Reaktionszahl R = 1 (stark sauer), Temperaturzahl T = 3 (montan), Nährstoffzahl N = 2 (nährstoffarm), Kontinentalitätszahl K = 3 (subozeanisch bis subkontinental).

## Systematik und Verbreitung
Die Vielblütige Hainsimse wurde 1790 durch Jakob Friedrich Ehrhart in Beiträge zur Naturkunde und den damit verwandten Wissenschaften, besonders der Botanik, Chemie, Haus- und Landwirthschaft, Arzneigelahrtheit und Apothekerkunst, Band 5, S. 14 als Juncus campestris var. multiflorus erstbeschrieben. Alexandre Louis Simon Lejeune erhob diese Varietät zur Art und setzte sie 1811 in Flore des Environs de Spa ..., Band 1, S. 169 als Luzula multiflora (Ehrh.) Lej. in die Gattung Luzula. Weitere Synonyme für Luzula multiflora (Ehrh.) Lej. sind Juncus multiflorus (Ehrh.) Hoffm., Luzula campestris subsp. multiflora (Ehrh.) Schübl. & G.Martens, Luzula campestris var. multiflora (Ehrh.) Čelak.
Luzula multiflora hat mehrere Verwandte, die teils als Unterarten, teils als eigene Arten angesehen werden. Darunter zählen: Luzula congesta (Thuill.) Lej. (Syn.: Luzula multiflora subsp. congesta (Thuill.) Arcang.), Luzula divulgata Kirschner, Luzula sudetica (Willd.) Schult., Luzula alpina Hoppe, Luzula pallescens Sw., Luzula divulgatiformis Bačič & Jogan und Luzula exspectata Bačič & Jogan.
Darüber hinaus gibt es je nach Autor mehrere Unterarten:
- Luzula multiflora subsp. frigida (Buchenau) V.I.Krecz.: Sie kommt von Nordeuropa bis ins westliche Sibirien und vom subarktischen Nordamerika bis in die nordöstlichen Vereinigten Staaten vor.[6]
- Luzula multiflora subsp. hibernica Kirschner & T.C.G.Rich: Dieser Endemit kommt nur in Irland vor.[6]
- Luzula multiflora subsp. monticola Kirschner: Sie kommt in den zentralen und östlichen Pyrenäen von Spanien vor.[6]
- Luzula multiflora (Ehrh.) Lej. subsp. multiflora: Sie kommt in den subarktischen und gemäßigten Gebieten der Nordhalbkugel vor.[6]
- Luzula multiflora subsp. sibirica V.I.Krecz.: Sie kommt von Zentralasien bis China und Russlands fernem Osten vor.[6]
- Luzula multiflora subsp. snogerupii Kirschner: Sie kommt nur in Bulgarien sowie Griechenland vor.[6]